# Hubert Sarton

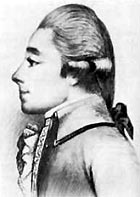
Hubert Sarton (1748–1828)

Dieudonné-Hubert Sarton (* 3. November 1748 in Lüttich; † 18. Oktober 1828 ebenda; gemeinhin genannt Hubert) war ein Uhrmacher.

## Leben und Uhrmacherische Leistung
Sarton zeigte schon als Kind große Neigung zur Mechanik und Interesse an den Wissenschaften. Sein Onkel und Pate Dieudonné Sarton bildete ihn um 1762 zum Uhrmacher aus. 1768 ging Sarton nach Paris, um seine Ausbildung abzuschließen und seine uhrmacherischen Fähigkeit zu vervollkommnen. Dort arbeitete er auch für Pierre II. Leroy, dem ältesten Sohn von Julien Leroy, Hofuhrmacher von König Ludwig XVI. Nachdem er Uhrmachermeister geworden war, kehrte er um 1772 nach Lüttich zurück und ließ sich dort endgültig nieder.
Sarton war Hofuhrmacher von Herzog Karl Alexander von Lothringen, Gouverneur der Niederlande und arbeitete lange Jahre im Dienste des Fürstbischofs von Lüttich Franz Karl von Velbrück, der sein Mäzen und Förderer war. 1799 beauftragte er Sarton mit der Gründung der Société Libre d'Emulation in Lüttich.
Sarton verfasste eine Reihe von Denkschriften und beschäftigte sich auch mit der Konstruktion von Maschinen für den Steinkohleabbau sowie mit Windmühlen und hydraulischen Maschinen zur Trockenlegung holländischer Polder.
Er hatte acht Kinder, von denen drei Söhne ebenfalls das Uhrmacherhandwerk erlernten.

## Bekannte Einzeluhren
- Pendule de compagnie, mit bewegtem Zifferblatt.
- Taschenuhr mit automatischem Aufzug, 1778, Académie des Sciences.
- Pendeluhr mit 6 Zifferblättern, 1795, Anzeige von Realzeit, Sonnenzeit, Weltzeit an 53 Orten, Sonnenaufgang und -untergang, Kalendarium und Mondphasen. Musée d’Ansembourg, Lüttich.